# Kaila McKnight
Kaila McKnight, född 5 maj 1986, är en friidrottare från Australien. Hon deltog vid olympiska sommarspelen 2012.